# 大尖山 (雲嘉)
大尖山是一座位於臺灣雲林縣古坑鄉桂林村與嘉義縣梅山鄉龍眼村交界處的山，地處濁水溪支流清水溪與北港溪支流大湖口溪的分水嶺，屬於阿里山山脈，海拔1,301公尺，為台灣小百岳之一。為與其他同名的山區隔，習稱雲嘉大尖山，又因其為古坑鄉華山村周圍與華山遊憩區的最高峰，亦稱華山大尖。山頂立有一等三角點基石，東面視野良好，可俯瞰草嶺，遠眺阿里山山脈群峰。山脊北連後棟仔山，南連二尖山，有步道沿稜線串聯包含大尖山、二尖山在內的五座山峰，有「雲嘉五連峰」之稱。